# Cefotiam
Cefotiam ist ein Antibiotikum, welches zur Behandlung von schweren Infektionen durch entsprechend empfindliche Bakterien dient. Es wird semisynthetisch hergestellt und kommt aus der Klasse der Cephalosporine der 2. Generation.
Cefotiam wurde 1976 von Takeda patentiert. 1981 kam es in Deutschland als Spizef auf den Markt. 2010 verzichtete Grünenthal auf die Zulassung und seit 2013 ist Spizef in Deutschland nicht mehr im Markt verfügbar.

## Indikation
Bei Cefotiam handelt es sich um ein Breitbandantibiotikum, es besitzt somit ein breites Wirkungsspektrum gegen grampositive und gramnegative Mikroorganismen. Cefotiam ist angezeigt zur Behandlung von schweren akute und chronische bakteriellen Infektionen etwa der Nieren und ableitenden Harnwege, der Geschlechtsorgane, der Atemwege, des Hals-Nasen-Ohren-Bereiches, der Bauch- und Beckenorgane, der Haut und des Weichteilgewebes, der Knochen und Gelenke sowie der Augen. Auch bei einer Sepsis kann Cefotiam angezeigt sein.
In Frankreich ist eine oral wirksame Formulierung (Cefotiamhexetil, Handelsname Texodil) zur Behandlung von Infektionen der Nasennebenhöhlen, des Rachens und des Mittelohrs zugelassen.

## Wirkungsprinzip
Die Cefotiam-Moleküle binden sich – wie alle Cephalosporine – an spezifische Penicillin-bindende Proteine, die für den Neuaufbau der bakteriellen Zellwand benötigt werden. Dadurch wird die weitere Synthese der bakteriellen Zellwand gehindert.

## Synthese
Zunächst wird 7-Acetoacetamidocephalosporansäure (1) mit 1-(2-Dimethyl-aminoethyl)-1H-tetrazol-5-thiol (2) umgesetzt. Bei 7-Acetoacetamidocephalosporansäure handelt es sich um ein Derivat von 7-ACA, welches durch eine chemische Reaktion aus Penicillin G mithilfe von N,N′-Bis(trimethylsilyl)harnstoff entsteht. Nachdem die beiden Edukte zunächst unter Zugabe von Natriumhydrogencarbonat bei neutralem pH-Wert erhitzt wurden, wird mithilfe von Hydroxylaminhydrochlorid angesäuert. Es entsteht das Zwischenprodukt (3). Dieses reagiert nun mit 2-Amino-4-thiazolessigsäure-Hydrochlorid (4) unter Zugabe von N-Hydroxysuccinimid, Dicyclohexylcarbodiimid, Triethylamin und Dichlormethan zum gewünschten Produkt Cefotiam (5). Die Synthese von Cefotiam geschieht somit über eine Semisynthese, welches in diesem Fall die Acylierung einer Aminogruppe bedeutet.

Synthese von Cefotiam

## Applizierung
Cefotiam wird intravenös infundiert oder durch eine intramuskuläre Injektion verabreicht. Die Bioverfügbarkeit nach intramuskulärer Injektion beträgt 60 %. Durch Veresterung der Carboxygruppe erhält man Cefotiamhexetil. Durch die höhere Lipophilie kann dieser Wirkstoff auch oral verabreicht werden, er wirkt als Prodrug.

## Nebenwirkungen
Bei einer Überdosis des Antibiotikums können folgende Nebenwirkungen auftreten: Übelkeit, Erbrechen, Magenbeschwerden, Durchfall und Krämpfe.